# Oncocnemis confusa
Oncocnemis confusa är en fjärilsart som beskrevs av Freyer 1839. Oncocnemis confusa ingår i släktet Oncocnemis och familjen nattflyn. Inga underarter finns listade i Catalogue of Life.